# Mikołaj Łabuński
Mikołaj Łabuński herbu Zagłoba (zm. 13 października 1467 w Czarnokoźińcach) – biskup kamieniecki od 1453.
Pochodził z Łabuń na Lubelszczyźnie. Karierę rozpoczął jako pisarz kancelarii królewskiej. W 1449 odstąpił swój dział w Krynicach bratu Piotrowi Łabuńskiemu.
26 października 1453 uzyskał biskupią nominację papieża Mikołaja V. W dniu 3 listopada 1454 erygował przy swojej katedrze kapitułę katedralną. Zmarł podczas zarazy na zamku w Czarnokozińcach.